# Antuca
Antuca es una película peruana dirigida por María Barea Paniagua. La producción realizada en 1992 se ha catalogado dentro del género de docuficción, ya que el guion se basó en diversos testimonios de vida de mujeres trabajadoras del hogar que experimentaron historias de migración interna, violencia, misoginía y racismo. Tiene una duración de 72 minutos en 16 mm. Fue producida por el colectivo de mujeres realizadoras Warmi Cine y Video.
Si bien fue culminada en 1992, no pudo estrenarse comercialmente dada la derogación de la Ley 19327.  Desde el 2023, su preservación se hace gracias al proyecto “Preservación de las películas de María Barea y Warmi, Colectivo Cine y Video: Primer colectivo de mujeres en el Cine Peruano” y estudiantes de la escuela de cine Elías Querejeta Zine Eskola de San Sebastián, España.

## Sinopsis
Antuca, una joven nacida en la región andina peruana labora como trabajadora del hogar en la capital y decide volver a su comunidad de origen. Ha pasado diez años fuera de su comunidad, desde que su "madrina" la embarcó hacia Lima con el fin de separarla de Artemio, el campesino que la amaba. Desde aquel día abrigó la ilusión de volver. El reencuentro con su comunidad y su amor de adolescencia la enriquecen, pero comprobará con dolor que ahora pertenecen a dos mundos diferentes.

## Producción
La película transcurre entre Lima y Cajamarca. En Lima tuvo la colaboración de trabajadoras del hogar de la organización IPROFOTH (Instituto de Promoción y Formación de Trabajadoras del Hogar), dedicado al trabajo con mujeres trabajadoras del hogar migrantes e indígenas, quienes participaron de varias escenas. La protagonista de la película, Graciela Huayhua y Josefina Condori, también actriz del filme, eran miembros de tal organización. Además, son parte del elenco los actores Delfina Paredes y Eduardo Cesti. 
En Cajamarca la producción tuvo lugar en gran parte en el caserío de Chilimpampa, en el distrito de Porcón Bajo, a cuarenta minutos del centro de Cajamarca. En dicha localidad, se trabajó con la familia Ayay Valdéz quienes participaron en las escenas que representan el lugar de origen de Antuca. Las mujeres mostraron sus técnicas textiles y un hombre va hilando la lana mientras canta una canción en quechua cañaris, representado por Jose Isabel Ayay Valdéz. 

## Restauración
Esta película fue restaurada por estudiantes de la Elías Querejeta Zine Eskola, en colaboración con el proyecto "Preservación de las películas de María Barea y Warmi, Colectivo Cine y Video: El primer colectivo de mujeres en el cine peruano". El equipo de restauración estuvo integrado por Kauri Ximon Jauregui Arias, Julio Cesar Gonzales Oviedo , Daniel Ángeles Hernandez y Luis Juarez.

## Festivales[7]
- Cine de Mujeres de Madrid (1992)
- Cine Iberoamericano de Huelva
- Mostra Internacional de Films de Dones de Barcelona (2024)[8]
- Cine Cauce (2024)[9]